# Металлический изолятор
Металлический изолятор — жесткий короткозамкнутый четвертьволновой отрезок двухпроводной или коаксиальной линии, входное сопротивление которого на резонансной частоте стремится к бесконечности и не шунтирует линию, а также практически не снижает электрической прочности.

## Назначение
Металлические изоляторы используются в качестве опоры основной мощной линии передачи, а также в качестве грозоразрядников — для защиты приёмных или передающих устройств от атмосферных электрических разрядов. Возможно применение металлических изоляторов в качестве развязывающих устройств и фильтров.

## Устройство и принцип действия
Принцип действия металлического изолятора основан на том, что четвертьволновой отрезок линии обладает трансформирующими свойствами, его входное сопротивление на рабочей частоте обратно пропорционально сопротивлению нагрузки, таким образом, если линия короткозамкнутая (сопротивление нагрузки равно нулю), то входное сопротивление стремится к бесконечности.
Изолятор представляет собой двухпроводный или коаксиальный шлейф, подключаемый параллельно линии передачи, его волновое сопротивление может отличаться от волнового сопротивления основного тракта. С точки зрения улучшения диапазонных свойств металлических изоляторов желательно увеличение их волнового сопротивления.
Простой изолятор является узкополосным, так как при изменении частоты изменяется электрическая длина шлейфа и тракт рассогласовывается. Широкополосный металлический изолятор кроме параллельного шлейфа содержит два четвертьволновых трансформатора с пониженным волновым сопротивлением, то есть с утолщенным диаметром центрального проводника. Рабочая полоса частот широкополосного металлического изолятора при КСВ< 1,1 достигает 80 % от центральной частоты.

## Основные нормируемые характеристики
- Диапазон частот
- Предельный КСВ в диапазоне частот
- Вносимые потери